# Georg Dollart
Georg Dollart (* um 1660; † nach 1700), auch Georg Dollar genannt, war ein deutscher Holzbildhauer.

## Leben
Dollart lebte in Münster. Über seine Biografie ist nicht viel bekannt. Lediglich seine Werke, überwiegend Hochaltäre, Kanzeln, Chorgestühle und Epitaphe sind in mehreren Kirchen nachgewiesen.
1682 schuf er den Hochaltar in der kath. Kirche St. Johannes Apostel zu Wietmarschen. Dieser Altar war eine Stiftung der damaligen Äbtissin Sybilla von Twickel (amtierte von 1682 bis 1710).
Im Jahr 1695 fertigte er einen zweistöckigen Altar für die ev. Kirche St. Georg in Fürstenau, 1697 in Schwagstorf, heute ein Ortsteil von Fürstenau, den einstöckigen hölzernen Altar in der St.-Bartholomäus-Kirche, vor 1700 das Vesperbild von St. Vitus in Hochelten, um 1699 die Standfiguren der Apostel Petrus und Paulus und von St. Vitus sowie den Altaraufbau für St. Vitus in Löningen sowie ein Barockepitaph in der Marienkirche in Osnabrück.
Weitere Werke werden Georg Dollart zugeschrieben.